# Maria Nissen
Maria Margaretha Hedewig Nissen (født Schlaikier 2. juli 1871 i Åbenrå, død 8. maj 1942 i Rinkenæs) var en tysk kunstmaler.
Som datter af lægen Friedrich Wilhelm Schlaikier begyndte hun som 27-årig sin kunstneriske uddannelse hos Hermann Groeber (1865-1935) ved det private kunstakademi "Münchner Künstlerinnenverein" i München. Fra april til maj 1903 besøgte hun "Künstlerkolonie Dachau" i Dachau og tog undervisning hos maleren Hans von Hayek 1869-1940. I foråret 1903 mødte hun kunstneren Anton Nissen (1866-1934) fra Egernsund og i november samme år blev de gift i Rinkenæs Gamle Kirke. Begge drømte om en fælles kunstnerisk fremtid. Efter sin to børns fødsel indskrænkede hun sit kunstneriske virke og koncentrerede sig om sin familie og husholdningen i det store hus mellem Alnor og Rinkenæs, som i mange år var en vigtig del af Kunstnerkolonien Egernsund. Flere af hendes landskabsstudier og to portrætbuster er i privateje.

## Ekstern henvisning
- www.vimu.info Arkiveret 8. maj 2016 hos  Wayback Machine

|  | Artiklen om Maria Nissen kan blive bedre, hvis der indsættes et (bedre) billede Du kan hjælpe ved at afsøge Wikimedia Commons for et passende billede eller uploade et godt billede til Wikimedia Commons iht. de tilladte licenser og indsætte det i artiklen. |